# دوناوارشانی
دوناوارشانی (به مجاری:  Dunavarsány) یک منطقهٔ مسکونی در مجارستان است که در ناحیه سیگت‌سنت‌میکلوش واقع شده‌است. دوناوارشانی ۲۲٫۵۲ کیلومتر مربع مساحت و ۶٬۶۷۴ نفر جمعیت دارد.

## خواهرخوانده
شهر گمینگن خواهرخواندهٔ دوناوارشانی هست.